# 江南三大名楼
江南三大名楼，指位于中国长江江南的三座古代著名建筑，包括：
- 湖北武汉的黄鹤楼
- 湖南岳阳的岳阳楼
- 江西南昌的滕王阁

此外，在上述三大名楼的基础上，又有江南四大名楼之说，且有多个说法：
- 江南三大名楼与安徽宣城的谢脁楼[2]
- 江南三大名楼与湖南怀化的芙蓉楼[3]
- 江南三大名楼与广西玉林的真武阁[4]
- 江南三大名楼与广东广州的镇海楼[5]